# Gornji Barbeš
Gornji Barbeš (cyr. Горњи Барбеш) – wieś w Serbii, w okręgu niszawskim, w gminie Gadžin Han. W 2011 roku liczyła 407 mieszkańców.